# Lista de campeões em singulares dos principais torneios de ténis por época
Esta é uma lista dos campeões em singulares dos principais torneios de ténis por época.
Estão incluídas nesta lista as conquistas do Grand Slam, dos Torneios do Grand Slam, dos Torneios Majors e Professional Majors, do título de Campeão Anual do ATP, do Torneio Olímpico, do Torneio Final de Temporada do ATP e da Taça Davis. 

## Torneios
Títulos e Torneios incluídos:
- Grand Slam (conquista de todos os torneios do Grand Slam na mesma temporada)
- Torneios do Grand Slam:
  - Open da Austrália;[1]
  - Roland Garros;[2]
  - Wimbledon;[3]
  - Open dos Estados Unidos.[4]
- Torneios Majors (torneios Majors da ITF disputados de 1912 a 1923):
  - World Grass Court Championships (Wimbledon);
  - World Hard Court Championships;
  - World Covered Court Championships.
- Torneios Professional Majors (torneios Majors reservados a profissionais masculinos disputados de 1927 a 1967): 
  - US Pro;
  - Wembley Pro;
  - French Pro.
- Campeões Anuais (Nº 1 Mundial no fim da temporada):
  - Campeão do ATP World Tour após 1973
- Torneio Olímpico  (torneios olímpicos disputados de 1896 a 1924, em 1968 e após 1984)
- Torneios Finais de Temporada:
  - ATP Finals após 1970
- Torneios de Nações:
  - Taça Davis (competição masculina);[5]

## Vencedores por Época
| Era Amadora |                   |                                                                        |                   |            |                   |                   |                   |                   |
| Época       | Austrália         | Roland Garros                                                          | Wimbledon         | US Open    |                   | WHCC              | WCCC              | Taça Davis        |
| 1877        |                   |                                                                        | S. Gore           |            |                   |                   |                   |                   |
| 1878        |                   |                                                                        | Hadow             |            |                   |                   |                   |                   |
| 1879        |                   |                                                                        | Hartley           |            |                   |                   |                   |                   |
| 1880        |                   |                                                                        | Hartley           |            |                   |                   |                   |                   |
| 1881        |                   |                                                                        | W. Renshaw        | Sears      |                   |                   |                   |                   |
| 1882        |                   |                                                                        | W. Renshaw        | Sears      |                   |                   |                   |                   |
| 1883        |                   |                                                                        | W. Renshaw        | Sears      |                   |                   |                   |                   |
| 1884        |                   |                                                                        | W. Renshaw        | Sears      |                   |                   |                   |                   |
| 1885        |                   |                                                                        | W. Renshaw        | Sears      |                   |                   |                   |                   |
| 1886        |                   |                                                                        | W. Renshaw        | Sears      |                   |                   |                   |                   |
| 1887        |                   |                                                                        | Lawford           | Sears      |                   |                   |                   |                   |
| 1888        |                   |                                                                        | E. Renshaw        | Slocum     |                   |                   |                   |                   |
| 1889        |                   |                                                                        | W. Renshaw        | Slocum     |                   |                   |                   |                   |
| 1890        |                   |                                                                        | Hamilton          | Campbell   |                   |                   |                   |                   |
| 1891        |                   | Briggs                                                                 | Baddeley          | Campbell   |                   |                   |                   |                   |
| 1892        |                   | Schopfer                                                               | Hartley           | Campbell   |                   |                   |                   |                   |
| 1893        |                   | Riboulet                                                               | Pim               | Wrenn      |                   |                   |                   |                   |
| 1894        |                   | A. Vacherot                                                            | Pim               | Wrenn      |                   |                   |                   |                   |
| 1895        |                   | A. Vacherot                                                            | Baddeley          | Hovey      |                   |                   |                   |                   |
| 1896        |                   | A. Vacherot                                                            | Mahoney           | Wrenn      | Boland            |                   |                   |                   |
| 1897        |                   | Aymé                                                                   | R. Doherty        | Wrenn      | –                 |                   |                   |                   |
| 1898        |                   | Aymé                                                                   | R. Doherty        | Whitman    | –                 |                   |                   |                   |
| 1899        |                   | Aymé                                                                   | R. Doherty        | Whitman    | –                 |                   |                   |                   |
| 1900        |                   | Aymé                                                                   | R. Doherty        | Whitman    | L. Doherty        |                   |                   | EUA               |
| 1901        |                   | A. Vacherot                                                            | A. Gore           | Larned     | –                 |                   |                   | –                 |
| 1902        |                   | M. Vacherot                                                            | L. Doherty        | Larned     | –                 |                   |                   | EUA               |
| 1903        |                   | Decugis                                                                | L. Doherty        | L. Doherty | –                 |                   |                   | GB                |
| 1904        |                   | Decugis                                                                | L. Doherty        | Ward       | Wright            |                   |                   | GB                |
| 1905        | Heath             | Germot                                                                 | L. Doherty        | Wright     | –                 |                   |                   | GB                |
| 1906        | Wilding           | Germot                                                                 | L. Doherty        | Clothier   | Decugis           |                   |                   | GB                |
| 1907        | Rice              | Decugis                                                                | Brookes           | Larned     | –                 |                   |                   | Austrália         |
| 1908        | Alexander         | Decugis                                                                | A. Gore           | Larned     | Ritchie A. Gore   |                   |                   | Austrália         |
| 1909        | Wilding           | Decugis                                                                | A. Gore           | Larned     | –                 |                   |                   | Austrália         |
| 1910        | Heath             | Germot                                                                 | Wilding           | Larned     | –                 |                   |                   | –                 |
| 1911        | Brookes           | Gobert                                                                 | Wilding           | Larned     | –                 |                   |                   | Austrália         |
| 1912        | Parke             | Decugis                                                                | Wilding           | McLoughlin | Winslow Gobert    | Froitzheim        |                   | GB                |
| 1913        | Parker            | Decugis                                                                | Wilding           | McLoughlin | –                 | Wilding           | Wilding           | EUA               |
| 1914        | A. Wood           | Decugis                                                                | Brookes           | Williams   | –                 | Wilding           | I Guerra Mundial  | Austrália         |
| 1915        | Lowe              | I Guerra Mundial                                                       | I Guerra Mundial  | Johnston   | –                 | I Guerra Mundial  | I Guerra Mundial  | I Guerra Mundial  |
| 1916        | I Guerra Mundial  | I Guerra Mundial                                                       | I Guerra Mundial  | Williams   | I Guerra Mundial  | I Guerra Mundial  | I Guerra Mundial  | I Guerra Mundial  |
| 1917        | I Guerra Mundial  | I Guerra Mundial                                                       | I Guerra Mundial  | Murray     | –                 | I Guerra Mundial  | I Guerra Mundial  | I Guerra Mundial  |
| 1918        | I Guerra Mundial  | I Guerra Mundial                                                       | I Guerra Mundial  | Murray     | –                 | I Guerra Mundial  | I Guerra Mundial  | I Guerra Mundial  |
| 1919        | Kingscote         | I Guerra Mundial                                                       | Patterson         | Johnston   | –                 | I Guerra Mundial  | Gobert            | Austrália         |
| 1920        | P. Wood           | Gobert                                                                 | Tilden            | Tilden     | Raymond           | Laurentz          | Lowe              | EUA               |
| 1921        | Gemmell           | Samazeuilh                                                             | Tilden            | Tilden     | –                 | Tilden            | Laurentz          | EUA               |
| 1922        | Anderson          | Cochet                                                                 | Patterson         | Tilden     | –                 | Cochet            | Cochet            | EUA               |
| 1923        | P. Wood           | Blanchy                                                                | Johnston          | Tilden     | –                 | Johnston          | Cochet            | EUA               |
| 1924        | Anderson          | Borotra                                                                | Borotra           | Tilden     | Richards          |                   |                   | EUA               |
| 1925        | Anderson          | Lacoste                                                                | Lacoste           | Tilden     |                   |                   |                   | EUA               |
| 1926        | Hawkes            | Cochet                                                                 | Borotra           | Lacoste    |                   |                   |                   | EUA               |
| Época       | Austrália         | Roland Garros                                                          | Wimbledon         | US Open    | US Pro            | Wembley Pro       | French Pro        | Taça Davis        |
| 1927        | Patterson         | Lacoste                                                                | Cochet            | Lacoste    | Richards          |                   |                   | França            |
| 1928        | Borotra           | Cochet                                                                 | Lacoste           | Cochet     | Richards          |                   |                   | França            |
| 1929        | Gregory           | Lacoste                                                                | Cochet            | Tilden     | Kozeluh           |                   |                   | França            |
| 1930        | Moon              | Cochet                                                                 | Tilden            | Doeg       | Richards          |                   | Kozeluh           | França            |
| 1931        | Crawford          | Borotra                                                                | Wood              | Vines      | Tilden            |                   | Plaa              | França            |
| 1932        | Crawford          | Cochet                                                                 | Vines             | Vines      | Kozeluh           |                   | Ramillon          | França            |
| 1933        | Crawford          | Crawford                                                               | Crawford          | Perry      | Richards          |                   | Tilden            | GB                |
| 1934        | Perry             | Cramm                                                                  | Perry             | Perry      | Nüsslein          | Vines             | Tilden            | GB                |
| 1935        | Crawford          | Perry                                                                  | Perry             | Allison    | Tilden            | Vines             | Vines             | GB                |
| 1936        | Quist             | Cramm                                                                  | Perry             | Perry      | Whalen            | Vines             | Cochet            | GB                |
| 1937        | McGrath           | Henkel                                                                 | Budge             | Budge      | Kozeluh           | Nüsslein          | Nüsslein          | EUA               |
| 1938        | Budge             | Budge                                                                  | Budge             | Budge      | Perry             | Nüsslein          | Nüsslein          | EUA               |
| 1939        | Bromwich          | McNeill                                                                | Riggs             | Riggs      | Vines             | Budge             | Budge             | Austrália         |
| 1940        | Quist             | II Guerra Mundial                                                      | II Guerra Mundial | McNeill    | Budge             | II Guerra Mundial | II Guerra Mundial | II Guerra Mundial |
| 1941        | II Guerra Mundial | Edições durante a II Guerra Mundial não reconhecidas por Roland Garros | II Guerra Mundial | Riggs      | Perry             | II Guerra Mundial | II Guerra Mundial | II Guerra Mundial |
| 1942        | II Guerra Mundial | Edições durante a II Guerra Mundial não reconhecidas por Roland Garros | II Guerra Mundial | Schroeder  | Budge             | II Guerra Mundial | II Guerra Mundial | II Guerra Mundial |
| 1943        | II Guerra Mundial | Edições durante a II Guerra Mundial não reconhecidas por Roland Garros | II Guerra Mundial | Hunt       | Barnes            | II Guerra Mundial | II Guerra Mundial | II Guerra Mundial |
| 1944        | II Guerra Mundial | Edições durante a II Guerra Mundial não reconhecidas por Roland Garros | II Guerra Mundial | Parker     | II Guerra Mundial | II Guerra Mundial | II Guerra Mundial | II Guerra Mundial |
| 1945        | II Guerra Mundial | Edições durante a II Guerra Mundial não reconhecidas por Roland Garros | II Guerra Mundial | Parker     | Horn              | II Guerra Mundial | II Guerra Mundial | II Guerra Mundial |
| 1946        | Bromwich          | Bernard                                                                | Petra             | Kramer     | Riggs             | –                 | –                 | EUA               |
| 1947        | Pails             | Asbóth                                                                 | Kramer            | Kramer     | Riggs             | –                 | –                 | EUA               |
| 1948        | Quist             | Parker                                                                 | Falkenburg        | Gonzales   | Kramer            | –                 | –                 | EUA               |
| 1949        | Sedgman           | Parker                                                                 | Schroeder         | Gonzales   | Riggs             | Kramer            | –                 | EUA               |
| 1950        | Sedgman           | Patty                                                                  | Patty             | Larsen     | Segura            | Gonzales          | Segura            | Austrália         |
| 1951        | Savitt            | Drobny                                                                 | Savitt            | Sedgman    | Segura            | Gonzales          | –                 | Austrália         |
| 1952        | McGregor          | Drobny                                                                 | Sedgman           | Sedgman    | Segura            | Gonzales          | –                 | Austrália         |
| 1953        | Rosewall          | Rosewall                                                               | Seixas            | Trabert    | Gonzales          | Sedgman           | Sedgman           | Austrália         |
| 1954        | Rose              | Trabert                                                                | Drobny            | Seixas     | Gonzales          | –                 | –                 | EUA               |
| 1955        | Rosewall          | Trabert                                                                | Trabert           | Trabert    | Gonzales          | –                 | –                 | Austrália         |
| 1956        | Hoad              | Hoad                                                                   | Hoad              | Rosewall   | Gonzales          | Gonzales          | Trabert           | Austrália         |
| 1957        | Cooper            | Davidson                                                               | Hoad              | Anderson   | Gonzales          | Rosewall          | –                 | Austrália         |
| 1958        | Cooper            | Rose                                                                   | Cooper            | Cooper     | Gonzales          | Sedgman           | Rosewall          | EUA               |
| 1959        | Olmedo            | Pietrangeli                                                            | Olmedo            | Fraser     | Gonzales          | Anderson          | Trabert           | Austrália         |
| 1960        | Laver             | Pietrangeli                                                            | Fraser            | Fraser     | Olmedo            | Rosewall          | Rosewall          | Austrália         |
| 1961        | Emerson           | Santana                                                                | Laver             | Emerson    | Gonzales          | Rosewall          | Rosewall          | Austrália         |
| 1962        | Laver             | Laver                                                                  | Laver             | Laver      | Buchholz          | Rosewall          | Rosewall          | Austrália         |
| 1963        | Emerson           | Emerson                                                                | McKinley          | Osuna      | Rosewall          | Rosewall          | Rosewall          | EUA               |
| 1964        | Emerson           | Santana                                                                | Emerson           | Emerson    | Laver             | Laver             | Rosewall          | Austrália         |
| 1965        | Emerson           | Stolle                                                                 | Emerson           | Santana    | Rosewall          | Laver             | Rosewall          | Austrália         |
| 1966        | Emerson           | Roche                                                                  | Santana           | Stolle     | Laver             | Laver             | Rosewall          | Austrália         |
| 1967        | Emerson           | Emerson                                                                | Newcombe          | Newcombe   | Laver             | Laver             | Laver             | Austrália         |
| 1968        | Bowrey            |                                                                        |                   |            |                   |                   |                   |                   |
| Era Open    |                   |                                                                        |                   |            |                   |                   |                   |                   |
| Época       | Austrália         | Roland Garros                                                          | Wimbledon         | US Open    |                   | ATP Finals        | Nº 1              | Taça Davis        |
| 1968        |                   | Rosewall                                                               | Laver             | Ashe       | Santana           |                   |                   | EUA               |
| 1969        | Laver             | Laver                                                                  | Laver             | Laver      |                   |                   |                   | EUA               |
| 1970        | Ashe              | Kodes                                                                  | Newcombe          | Rosewall   |                   | Smith             |                   | EUA               |
| 1971        | Rosewall          | Kodes                                                                  | Newcombe          | Smith      |                   | Nastase           |                   | EUA               |
| 1972        | Rosewall          | Gimeno                                                                 | Smith             | Nastase    |                   | Nastase           |                   | EUA               |
| 1973        | Newcombe          | Nastase                                                                | Kodes             | Newcombe   |                   | Nastase           | Nastase           | Austrália         |
| 1974        | Connors           | Borg                                                                   | Connors           | Connors    |                   | Vilas             | Connors           | Áfr. Sul          |
| 1975        | Newcombe          | Borg                                                                   | Ashe              | Orantes    |                   | Nastase           | Connors           | Suécia            |
| 1976        | Edmondson         | Panatta                                                                | Borg              | Connors    |                   | Orantes           | Connors           | Itália            |
| 1977        | Gerulaitis        | Vilas                                                                  | Borg              | Vilas      |                   | Connors           | Connors           | Austrália         |
| 1977        | Tanner            | Vilas                                                                  | Borg              | Vilas      |                   | Connors           | Connors           | Austrália         |
| 1978        | Vilas             | Borg                                                                   | Borg              | Connors    |                   | McEnroe           | Connors           | EUA               |
| 1979        | Vilas             | Borg                                                                   | Borg              | McEnroe    |                   | Borg              | Borg              | EUA               |
| 1980        | Teacher           | Borg                                                                   | Borg              | McEnroe    |                   | Borg              | Borg              | CHE               |
| 1981        | Kriek             | Borg                                                                   | McEnroe           | McEnroe    |                   | Lendl             | McEnroe           | EUA               |
| 1982        | Kriek             | Wilander                                                               | Connors           | Connors    |                   | Lendl             | McEnroe           | EUA               |
| 1983        | Wilander          | Noah                                                                   | McEnroe           | Connors    |                   | McEnroe           | McEnroe           | Austrália         |
| 1984        | Wilander          | Lendl                                                                  | McEnroe           | McEnroe    | Edberg            | McEnroe           | McEnroe           | Suécia            |
| 1985        | Edberg            | Wilander                                                               | Becker            | Lendl      | –                 | Lendl             | Lendl             | Suécia            |
| 1986        | Não disputado     | Lendl                                                                  | Becker            | Lendl      | –                 | Lendl             | Lendl             | Austrália         |
| 1987        | Edberg            | Lendl                                                                  | Cash              | Lendl      | –                 | Lendl             | Lendl             | Suécia            |
| 1988        | Wilander          | Wilander                                                               | Edberg            | Wilander   | Mecir             | Becker            | Wilander          | Alemanha          |
| 1989        | Lendl             | Chang                                                                  | Becker            | Becker     | –                 | Edberg            | Lendl             | Alemanha          |
| 1990        | Lendl             | Gómez                                                                  | Edberg            | Sampras    | –                 | Agassi            | Edberg            | EUA               |
| 1991        | Becker            | Courier                                                                | Stich             | Edberg     | –                 | Sampras           | Edberg            | França            |
| 1992        | Courier           | Courier                                                                | Agassi            | Edberg     | Rosset            | Becker            | Courier           | EUA               |
| 1993        | Courier           | Bruguera                                                               | Sampras           | Sampras    | –                 | Stich             | Sampras           | Alemanha          |
| 1994        | Sampras           | Bruguera                                                               | Sampras           | Agassi     | –                 | Sampras           | Sampras           | Suécia            |
| 1995        | Agassi            | Muster                                                                 | Sampras           | Sampras    | –                 | Becker            | Sampras           | EUA               |
| 1996        | Becker            | Kafelnikov                                                             | Krajicek          | Sampras    | Agassi            | Sampras           | Sampras           | França            |
| 1997        | Sampras           | Kuerten                                                                | Sampras           | Rafter     | –                 | Becker            | Sampras           | Suécia            |
| 1998        | Korda             | Moyá                                                                   | Sampras           | Rafter     | –                 | Corretja          | Sampras           | Suécia            |
| 1999        | Kafelnikov        | Agassi                                                                 | Sampras           | Agassi     | –                 | Corretja          | Agassi            | Austrália         |
| 2000        | Agassi            | Kuerten                                                                | Sampras           | Safin      | Kafelnikov        | Kuerten           | Kuerten           | Espanha           |
| 2001        | Agassi            | Kuerten                                                                | Ivanisevic        | Hewitt     | –                 | Hewitt            | Hewitt            | França            |
| 2002        | Johansson         | Costa                                                                  | Hewitt            | Sampras    | –                 | Hewitt            | Hewitt            | Rússia            |
| 2003        | Agassi            | Ferrero                                                                | Federer           | Roddick    | –                 | Federer           | Roddick           | Austrália         |
| 2004        | Federer           | Gaudio                                                                 | Federer           | Federer    | Massú             | Federer           | Federer           | Espanha           |
| 2005        | Safin             | Nadal                                                                  | Federer           | Federer    | –                 | Nalbandian        | Federer           | Croácia           |
| 2006        | Federer           | Nadal                                                                  | Federer           | Federer    | –                 | Federer           | Federer           | Rússia            |
| 2007        | Federer           | Nadal                                                                  | Federer           | Federer    | –                 | Federer           | Federer           | EUA               |
| 2008        | Djokovic          | Nadal                                                                  | Nadal             | Federer    | Nadal             | Djokovic          | Nadal             | Espanha           |
| 2009        | Nadal             | Federer                                                                | Federer           | Del Potro  | –                 | Davydenko         | Federer           | Espanha           |
| 2010        | Federer           | Nadal                                                                  | Nadal             | Nadal      | –                 | Federer           | Nadal             | Sérvia            |
| 2011        | Djokovic          | Nadal                                                                  | Djokovic          | Djokovic   | –                 | Federer           | Djokovic          | Espanha           |
| 2012        | Djokovic          | Nadal                                                                  | Federer           | Murray     | Murray            | Djokovic          | Djokovic          | R. Checa          |
| 2013        | Djokovic          | Nadal                                                                  | Murray            | Nadal      | –                 | Djokovic          | Nadal             | R. Checa          |
| 2014        | Wawrinka          | Nadal                                                                  | Djokovic          | Cilic      | –                 | Djokovic          | Djokovic          | Suíça             |
| 2015        | Djokovic          | Wawrinka                                                               | Djokovic          | Djokovic   | –                 | Djokovic          | Djokovic          | GB                |
| 2016        | Djokovic          | Djokovic                                                               | Murray            | Wawrinka   | Murray            | Murray            | Murray            | Argentina         |
| 2017        | Federer           | Nadal                                                                  | Federer           | Nadal      | –                 | Dimitrov          | Nadal             | França            |
| 2018        | Federer           | Nadal                                                                  | Djokovic          | Djokovic   | –                 | Zverev            | Djokovic          | Croácia           |
| 2019        | Djokovic          | Nadal                                                                  | Djokovic          | Nadal      | –                 | Tsitsipas         | Nadal             | Espanha           |
| 2020        | Djokovic          | Nadal                                                                  | Não disputado     | Thiem      | Adiado            | Medvedev          | Djokovic          | Não disputada     |
| 2021        | Djokovic          | Djokovic                                                               | Djokovic          | Medvedev   | S. Zverev         | S. Zverev         | Djokovic          | FRT               |
| 2022        | Nadal             | Nadal                                                                  | Djokovic          | Alcaraz    | –                 | Djokovic          | Alcaraz           | Canadá            |
| 2023        | Djokovic          | Djokovic                                                               | Alcaraz           | Djokovic   | –                 | Djokovic          | Djokovic          | Itália            |
| 2024        | Sinner            |                                                                        |                   |            | –                 |                   |                   |                   |